# ترافيس ماناوا (اخشوا الموتى السائرين)
ترافيس ماناوا (بالإنجليزية: Travis Manawa) شخصية خيالية ظهرت في مسلسل الرعب الدرامي اخشوا الموتى السائرين المشتق من مسلسل الموتى السائرون وكتب القصص المصورة بنفس العنوان. الشخصية من ابتكار روبرت كيركمان و أدى دورها الممثل كليف كورتس.

## الخلفية والشخصية
ترافيس ماناوا في بداية الأربعينات، يعمل كمدرس لغة إنجليزية في مدرسة «باول أر ويليامز» الثانوية، ترافيس على علاقة مع ماديسون ولديه ابن اسمه كريس من زواجه السابق من ليزا اورتيز.

## وصلات خارجية
- ترافيس ماناوا (اخشوا الموتى السائرين) في قاعدة بيانات الأفلام على الإنترنت